# Irak op de Olympische Zomerspelen 2004
Irak nam deel aan de Olympische Zomerspelen 2004 in Athene, Griekenland. Het was al sinds 1960 geleden dat voor het laatst een medaille werd gewonnen. Daar kwam in 2004 geen verandering in.

## Deelnemers en resultaten

### Atletiek
| Olympiër   | Onderdeel       | Resultaat | Prestatie              |
| ---------- | --------------- | --------- | ---------------------- |
| Alaa Motar | 400m horden (m) | 33e       | serie 2: 6de in 51,97  |
|            |                 |           |                        |
| Alaa Motar | 100m (v)        | 52e       | serie 7: 8ste in 12,70 |

### Boksen
| Olympiër  | Onderdeel | Resultaat | Prestatie                                                               |
| --------- | --------- | --------- | ----------------------------------------------------------------------- |
| Najah Ali | -48kg (m) | 9e        | 1ste ronde: W van PRK Kwak: 21-7 2de ronde: V van ARM Nalbandyan: 11-24 |

### Gewichtheffen
| Olympiër     | Onderdeel | Resultaat | Prestatie                                                   |
| ------------ | --------- | --------- | ----------------------------------------------------------- |
| Mohammed Ali | -56kg (m) | 10e       | trekken: 7de met 120kg stoten: 10de met 135kg totaal: 255kg |

### Judo
| Olympiër     | Onderdeel  | Resultaat | Prestatie                                  |
| ------------ | ---------- | --------- | ------------------------------------------ |
| Hadir Lazame | +100kg (m) | 17e       | 1ste ronde: V van KAZ Ikhsangaliyev: ippon |

### Taekwondo
| Olympiër     | Onderdeel | Resultaat | Prestatie                                                                    |
| ------------ | --------- | --------- | ---------------------------------------------------------------------------- |
| Raid Rasheed | -80kg (m) | 7e        | 1ste ronde: V van USA López: 0-12 herkansingen: V van MEX Estrada: walk-over |

### Voetbal
| Olympiër | Onderdeel | Resultaat | Prestatie |
| --- | --------- | --------- | --- |
| Noor Sabri Abbas Saad Attiya Basim Abbas Kati Haidar Abdul-Jabar Nashat Akram Salih Sadir Emad Mohammed Abdul-Wahab Abu Al-Hail Razzaq Farhan Younis Mahmoud Hawar Mulla Mohammed Haidar Abdul-Razzaq Qusay Munir Haidar Abdul-Amir Hassan Mahdi Karim Ahmad Mnajed Ahmed Salah Alwan Uday Talib | mannen    | 4e        | groep D: 1ste W van Portugal: 4-2 W van Costa Rica: 2-0 V van Marokko: 1-2 kwartfinale: W van Australië: 1-0 halve finale: V van Paraguay: 1-3 bronzen finale: V van Italië: 0-1 |

| Groep D |            |             |             |             |             |            |            |            |        |
| #       | Land       | Wedstrijden | Wedstrijden | Wedstrijden | Wedstrijden | Doelpunten | Doelpunten | Doelpunten | Punten |
| #       | Land       | G           | W           | G           | V           | V          | T          | Saldo      | Punten |
| 1       | Irak       | 3           | 2           | 0           | 1           | 7          | 4          | +3         | 6      |
| 2       | Costa Rica | 3           | 1           | 1           | 1           | 4          | 4          | 0          | 4      |
| 3       | Marokko    | 3           | 1           | 1           | 1           | 3          | 3          | 0          | 4      |
| 4       | Portugal   | 3           | 1           | 0           | 2           | 6          | 9          | -3         | 3      |

| Ronde          | Datum        | Plaats     | Land | Score     | Land |
| -------------- | ------------ | ---------- | ---- | --------- | ---- |
| Groepsfase     |              |            |      |           |      |
| 12 augustus    | Patras       | Irak       | 4-2  | Portugal  |      |
| 15 augustus    | Piraeus      | Costa Rica | 0-2  | Irak      |      |
| 18 augustus    | Patras       | Costa Rica | 2-1  | Irak      |      |
| Kwartfinale    |              |            |      |           |      |
| 21 augustus    | Heraklion    | Irak       | 1-0  | Australië |      |
| Halve finale   |              |            |      |           |      |
| 24 augustus    | Thessaloniki | Irak       | 1-3  | Paraguay  |      |
| Bronzen finale |              |            |      |           |      |
| 27 augustus    | Thessaloniki | Italië     | 1-0  | Irak      |      |

### Zwemmen
| Olympiër       | Onderdeel           | Resultaat | Prestatie              |
| -------------- | ------------------- | --------- | ---------------------- |
| Mohammed Abbas | 100m vrije slag (m) | 63e       | serie 1: 1ste in 56,81 |

Afghanistan · Albanië · Algerije · Amerikaanse Maagdeneilanden · Amerikaans-Samoa · Andorra · Angola · Antigua en Barbuda · Argentinië · Armenië · Aruba · Australië · Azerbeidzjan · Bahama's · Bahrein · Bangladesh · Barbados · België · Belize · Benin · Bermuda · Bhutan · Bolivia · Bosnië en Herzegovina · Botswana · Brazilië · Britse Maagdeneilanden · Brunei · Bulgarije · Burkina Faso · Burundi · Cambodja · Canada · Centraal-Afrikaanse Republiek · Chili · China · Chinees Taipei · Colombia · Comoren · Congo-Brazzaville · Congo-Kinshasa · Cookeilanden · Costa Rica · Cuba · Cyprus · Denemarken · Djibouti · Dominica · Dominicaanse Republiek · Duitsland · Ecuador · Egypte · El Salvador · Equatoriaal-Guinea · Eritrea · Estland · Ethiopië · Fiji · Filipijnen · Finland · Frankrijk · Gabon · Gambia · Georgië · Ghana · Grenada · Griekenland · Groot-Brittannië · Guam · Guatemala · Guinee · Guinee‑Bissau · Guyana · Haïti · Honduras · Hongarije · Hongkong · Ierland · IJsland · India · Indonesië · Irak · Iran · Israël · Italië · Ivoorkust · Jamaica · Japan · Jemen · Jordanië · Kaaimaneilanden · Kaapverdië · Kameroen · Kazachstan · Kenia · Kirgizië · Kiribati · Koeweit · Kroatië · Laos · Lesotho · Letland · Libanon · Liberia · Libië · Liechtenstein · Litouwen · Luxemburg · Macedonië · Madagaskar · Malawi · Malediven · Maleisië · Mali · Malta · Marokko · Mauritanië · Mauritius · Mexico · Micronesië · Moldavië · Monaco · Mongolië · Mozambique · Myanmar · Namibië · Nauru · Nederland · Nederlandse Antillen · Nepal · Nicaragua · Nieuw-Zeeland · Niger · Nigeria · Noord-Korea · Noorwegen · Oeganda · Oekraïne · Oezbekistan · Oman · Oostenrijk · Oost‑Timor · Pakistan · Palau · Palestina · Panama · Papoea-Nieuw-Guinea · Paraguay · Peru · Polen · Portugal · Puerto Rico · Qatar · Roemenië · Rusland · Rwanda · Saint Kitts en Nevis · Saint Lucia · Saint Vincent en Grenadines · Salomonseilanden · Samoa · San Marino · Sao Tomé en Principe · Saoedi-Arabië · Senegal · Servië en Montenegro · Seychellen · Sierra Leone · Singapore · Slovenië · Slowakije · Soedan · Somalië · Spanje · Sri Lanka · Suriname · Swaziland · Syrië · Tadzjikistan · Tanzania · Thailand · Togo · Tonga · Trinidad en Tobago · Tsjaad · Tsjechië · Tunesië · Turkije · Turkmenistan · Uruguay · Vanuatu · Venezuela · Verenigde Arabische Emiraten · Verenigde Staten · Vietnam · Wit-Rusland · Zambia · Zimbabwe · Zuid-Afrika · Zuid-Korea · Zweden · Zwitserland